# Liste der Buchtitel auf der SWR-Bestenliste 2023
Die Liste der Buchtitel auf der SWR-Bestenliste 2023 enthält alle 83 literarischen Werke, welche sich im Kalenderjahr auf der monatlich erscheinenden, 10 Positionen umfassenden Literaturkritiker-Liste platziert hatten.
Das Buch von Toni Morrision über rassistische Vorurteile sowie das Werk von Julia Schoch über das Ende einer langjährigen Liebesbeziehung konnten sich dabei insgesamt 3 Mal auf der Liste platzieren. Mit jeweils über 130 erreichten Punkten wurde der Roman über eine toxische Liebesbeziehung von Tereza Mora,  die Beschreibung von Menschen am Rande der Gesellschaft von Birgit Birnbacher sowie die männlichen Selbstfreflexionen von Arno Geiger, Friedrich Christian Delius und Arnold Stadler ebenfalls von den Literaturkritikern sehr positiv bewertet.
Mit 14 Buchtiteln konnte der Hanser Verlag die meisten Bücher auf der Liste platzieren. 12 Buchtitel steuerte Rowohlt bei, während Suhrkamp mit 11 Titeln auf der Liste vertreten ist.
| Autor                        | Titel                                                      | Anzahl Nr. 1 Platzierungen |
| ---------------------------- | ---------------------------------------------------------- | -------------------------- |
| Mark Aldanow                 | Der Anfang vom Ende                                        |                            |
| Margaret Atwood              | Innigst : Gedichte                                         |                            |
| Ingeborg Bachmann Max Frisch | Wir haben es nicht gut gemacht                             | 1                          |
| Maxim Biller                 | Mama Odessa                                                |                            |
| Birgit Birnbacher            | Wovon wir leben                                            |                            |
| Nico Bleutge                 | Schlafbaum-Variationen – Gedichte                          |                            |
| Klara Blum                   | Der Hirte und die Weberin                                  |                            |
| Egon Bondy                   | Die ersten zehn Jahre                                      |                            |
| Emmanuel Carrère             | V13. Die Terroranschläge von Paris                         |                            |
| Louis-Ferdinand Céline       | Krieg                                                      |                            |
| Don Mee Choi                 | DMZ Kolonie                                                |                            |
| Bora Chung                   | Der Fluch des Hasen                                        |                            |
| Emma Cline                   | Die Einladung                                              |                            |
| J. M. Coetzee                | Der Pole                                                   |                            |
| Elfi Conrad                  | Schneeflocken wie Feuer                                    | 1                          |
| Friedrich Christian Delius   | Darling, It’s Dilius                                       | 1                          |
| Virginie Despentes           | Liebes Arschloch                                           | 1                          |
| Ulrike Draesner              | Die Verwandelten                                           |                            |
| Raphaela Edelbauer           | Die Inkommensurablen                                       |                            |
| Cordelia Edvardson           | Gebranntes Kind sucht das Feuer                            | 1                          |
| Bret Easton Ellis            | The Shards                                                 |                            |
| Annie Ernaux                 | Die leeren Schränke                                        |                            |
| Percival Everett             | Die Bäume                                                  |                            |
| Sherko Fatah                 | Der grosse Wunsch                                          |                            |
| Richard Ford                 | Valentinstag                                               |                            |
| Arno Geiger                  | Das glückliche Geheimnis                                   | 1                          |
| Wilhelm Genazino             | Der Traum des Beobachters                                  |                            |
| Dinçer Güçyeter              | Unser Deutschlandmärchen                                   |                            |
| Wolf Haas                    | Eigentum                                                   | 1                          |
| Maja Haderlap                | Nachtfrauen                                                |                            |
| Peter Handke                 | Die Ballade des letzten Gastes                             |                            |
| Judith Hermann               | Wir hätten uns alles gesagt                                | 1                          |
| Sheila Heti                  | Reine Farben                                               |                            |
| Thomas Hettche               | Sinkende Sterne                                            |                            |
| Claire Keegan                | Das dritte Licht                                           |                            |
| Daniel Kehlmann              | Lichtspiel                                                 |                            |
| A. L. Kennedy                | Als lebten wir in einem barmherzigen Land                  |                            |
| Esther Kinsky                | Weiter sehen                                               |                            |
| Michael Kleeberg             | Dämmerung                                                  |                            |
| Michael Köhlmeier            | Frankie                                                    |                            |
| Sebastian Köthe              | Gedichte aus Guantanamo                                    |                            |
| Jan Kuhlbrodt                | Krüppelpassion – oder vom gehen                            |                            |
| Pedro Lemebel                | Torero, ich hab Angst                                      |                            |
| Emilio Lussu                 | Marsch auf Rom und Umgebung                                |                            |
| Hilary Mantel                | Sprechen lernen                                            |                            |
| Barbi Marković               | Minihorror                                                 |                            |
| Cormac McCarthy              | Der Passagier                                              |                            |
| Robert Menasse               | Die Erweiterung                                            |                            |
| Terézia Mora                 | Muna oder die Hälfte des Lebens                            | 1                          |
| Toni Morrison                | Rezitativ                                                  | 1                          |
| Martin Mosebach              | Taube und Wildente                                         |                            |
| Péter Nádas                  | Schauergeschichten                                         |                            |
| Pier Paolo Pasolini          | Ein Unfall im Kosmos                                       |                            |
| Marion Poschmann             | Chor der Erinnyen                                          |                            |
| Teresa Präauer               | Kochen im falschen Jahrhundert                             |                            |
| Kerstin Preiwuß              | Heute ist mitten in der Nacht                              |                            |
| Anne Rabe                    | Die Möglichkeit von Glück                                  |                            |
| Eugen Ruge                   | Pompeji                                                    |                            |
| Mohamed Mbougar Sarr         | Die geheimste Erinnerung der Menschen                      |                            |
| Joachim Sartorius            | Die Versuchung von Syrakus                                 |                            |
| Tonio Schachinger            | Echtzeitalter                                              |                            |
| Hans Joachim Schädlich       | Das Tier, das man Mensch nennt                             |                            |
| Sylvie Schenk                | Maman                                                      |                            |
| Julia Schoch                 | Das Liebespaar des Jahrhunderts. Biographie einer Frau     | 1                          |
| Anne Serre                   | Die Gouvernanten                                           |                            |
| Clemens J. Setz              | Monde vor der Landung                                      |                            |
| Marc Sinan                   | Gleissendes Licht                                          |                            |
| Zadie Smith                  | Betrug                                                     |                            |
| Arnold Stadler               | Irgendwo, aber am Meer                                     |                            |
| Tim Staffel                  | Südstern                                                   |                            |
| Peter Stamm                  | In einer dunkelblauen Stunde                               |                            |
| Thomas von Steinaecker       | Die Privilegierten                                         |                            |
| Maria Stepanowa              | Winterpoem 20/21                                           |                            |
| Simon Strauß                 | zu zweit                                                   |                            |
| Douglas Stuart               | Young Mungo                                                |                            |
| Alain Claude Sulzer          | Doppelleben                                                |                            |
| Ralph Tharayil               | Nimm die Alpen weg                                         |                            |
| Olga Tokarczuk               | Empusion : Eine natur (un) heilkundliche Schauergeschichte |                            |
| Dana Vowinckel               | Gewässer im Ziplock                                        |                            |
| Jan Wagner                   | Steine & Erden                                             |                            |
| Colson Whitehead             | Die Regeln des Spiels                                      |                            |
| Joy Williams                 | Stories                                                    |                            |
| Nell Zink                    | Avalon                                                     |                            |